# José Luis Martínez de Ubago
José Luis Martínez de Ubago Aguado (San Sebastián, 8 de noviembre de 1926 - 8 de enero de 2014) fue un tirador olímpico español.
Participó en los Juegos Olímpicos de México 1968 en la modalidad skeet donde acabó en la posición número 36.